# Mormonismus
Mormonismus nebo mormonství je náboženský směr vycházející z křesťanského prostředí. Je spojen s postavou Josepha Smitha a jeho pokračovatelů. Církev Ježíše Krista Svatých posledních dnů, největší denominace vzešlá z učení Smitha, se od roku 2018 aktivně snaží od negativní nálepky mormon oprostit. Její členové preferují označení "Členové Církve Ježíše Krista" nebo "Svatí posledních dnů".

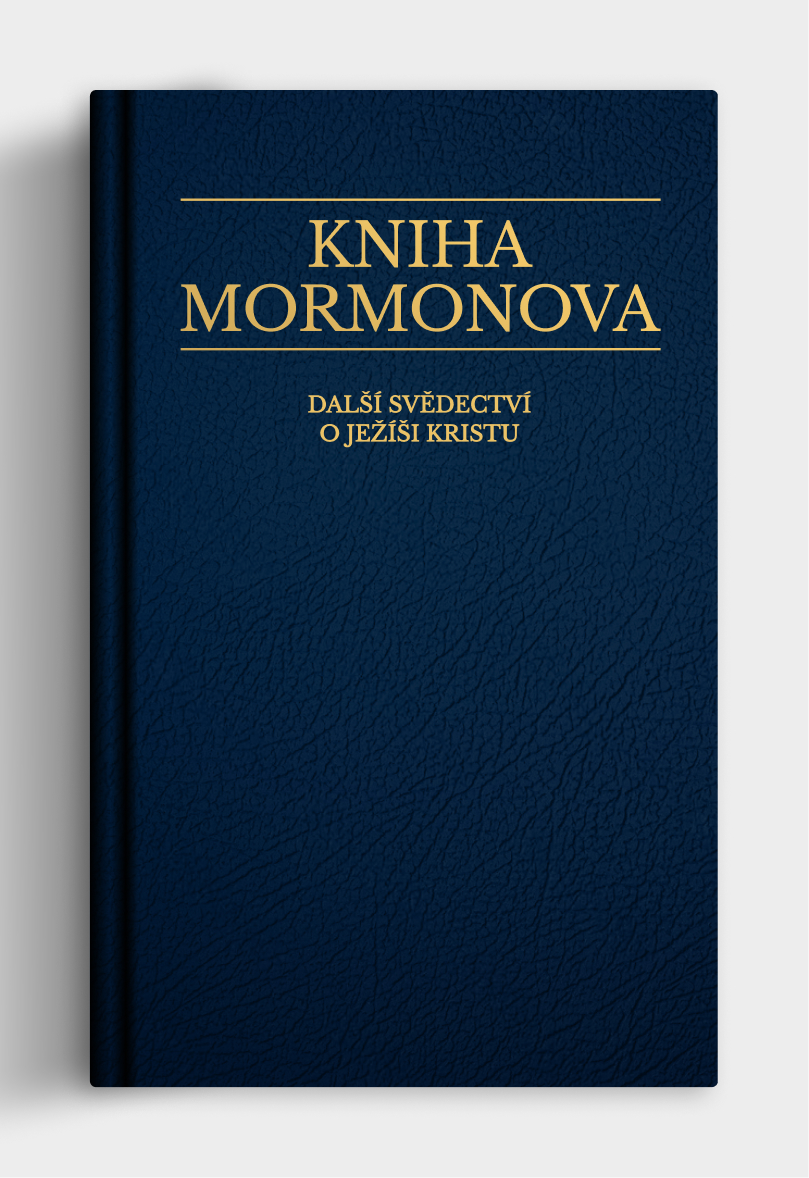
Kniha Mormonova: Další svědectví o Ježíši Kristu

Hlavním a spojujícím prvkem mormonské teologie je Kniha Mormonova, která je věřícími považována za kroniku raných domorodých obyvatel Ameriky a jejich interakcí s Bohem. Mormonská teologie obsahuje řadu mainstreamových křesťanských nauk s modifikacemi, které vycházejí ze zaznamenaných zjevení Smitha a dalších náboženských vůdců. Mormoni proto kromě Bible používají další náboženské texty, jako jsou např. Nauka a smlouvy nebo Drahocenná perla. Teologie mormonismu tak obsahuje unikátní nauky o znovuzřízení Kristovy církve, věčném manželství, věčném pokroku, otevřeném kánonu svatých písem, pokračujícím zjevení prostřednictvím žijících proroků, plánu spasení, křtech za mrtvé, plurálním manželství, zdravotním kódu (známém jako Slovo moudrosti) či stavbě chrámů.
Učení různých skupin vzešlých z původní Církve Kristovy (v roce 1838 přejmenovaná na Církev Ježíše Krista Svatých posledních dnů) se dnes však zásadně odlišuje i v otázce klíčových nauk.
Významné jsou ve 21. století především 3 mormonské církve. Jsou to:
1. Církev Ježíše Krista Svatých posledních dnů (zvaná také LDS „Latter-day Saints“ / „Svatí Posledních dnů“) – největší a nejvýznamnější mormonská denominace. Považuje se za jedinou církev, která má v současné době kněžskou pravomoc od Boha a je známá veřejnosti po celém světě díky svému misionářskému programu. Po Smithově smrti v roce 1844 většina členů následovala tehdejšího presidenta Kvora Dvanácti apoštolů Brighama Younga, který následně vedl tzv. mormonský exodus na Západ do oblasti dnešního Utahu, kde má dnes CJKSPD své ústředí a významnou členskou základnu.[7] Ke konci roku 2023 měla po světě přes 17 milionů členů ve 31,500 kongregacích.[8]
2. Kristova komunita (RLDS – reorganizovaná LDS) – nepovažuje se za jedinou pravou církev, raději na sebe nahlíží jako na křesťanskou komunitu. Byla reorganizována roku 1860 a jejím vůdcem se stal Joseph Smith III., nejstarší syn původního zakladatele.[9][7] Od té doby se odklonila od mnoha původních mormonských nauk a v současnosti má blíže k mainstreamovému protestantismu.[10] Ústředí církve se nachází v Independence v Missouri. K roku 2020 měla zhruba 250,000 členů v 1100 kongregacích.[11]
3. Fundamentalistická Církev Ježíše Krista Svatých posledních dnů (FLDS, fundamentalistická LDS) – největší polygamní mormonská církev v dnešní USA, která je obklopena řadou kontroverzí. Odštěpila se od CJKSPD během éry Wilforda Woodruffa (na přelomu 19. a 20. století), který ustoupil americké vládě a vzdal se plurálního manželství.[7] Počet aktivních stoupenců je odhadován zhruba na 3000.[12]

## Vznik a historie

Umělecké zobrazení Prvního vidění

Duchovní směr byl založen Josephem Smithem (1805–1844 – byl zavražděn – zastřelen – během věznění, kde dobrovolně očekával soudní proces) ve dvacátých a třicátých letech 19. století na venkově ve státě New York. Vyrůstal v hluboce věřící křesťanské komunitě, kde bylo zvykem bavit se o snech, víře a transcendenci. Poté, co se Smith modlil o to, ke které denominaci by se měl připojit, řekl, že na jaře roku 1820 obdržel vidění. Dnes bývá označováno jako „První vidění“ a Smith uvedl, že se mu při modlitbě v lesíku zjevil Bůh Otec a jeho syn Ježíš Kristus a nařídili mu, aby se nepřipojil k žádné z existujících církví. V následujících letech Smith zaznamenal několik andělských navštívení, v nichž mu bylo řečeno, že ho Bůh použije k obnovení pravé Kristovy církve.

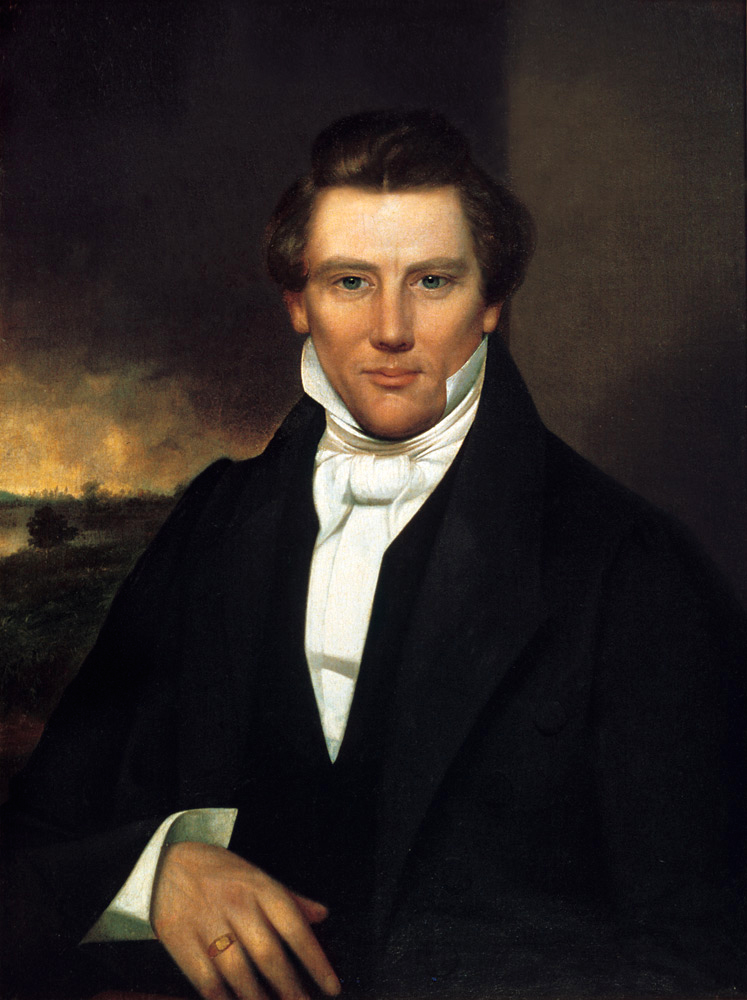
Dobový portrét proroka Josepha Smitha z roku 1842.

Své zážitky a zjevení začal mladý farmář šířit ve 20. letech 19. století v západním New Yorku v období náboženského vzrušení, které je známé jako druhé velké probuzení. Řekl, že mu v roce 1823 anděl poprvé ukázal místo, kde se nacházely zlaté desky v reformovaném egyptském jazyce a další starověké artefakty. Ty o několik let později údajně vykopal a text začal překládat s pomocí věšteckých kamenů zvaných Urim a Thummim. S asistencí Martina Harrise, jednoho ze svých prvních následovníků, začal Smith 12. dubna 1828 diktovat text Knihy Mormonovy. Překlad byl na více než rok přerušen poté, co Harris ztratil 116 stran původního rukopisu. Smith začal znovu a během zhruba tří měsíců, kdy musel také živit svou rodinu, s pomocí několika zapisovatelů vytvořil více než 500 stran anglického textu. Rukopis Knihy Mormonovy byl dokončen v červnu 1829. Smith uvedl, že desky byly po dokončení překladu vráceny andělovi. Během doby, kdy Smith tvrdil, že desky vlastnil, je vidělo, podle jejich vlastních svědectví, dalších jedenáct lidí. Ti své svědectví stvrdili podpisem a nikdy ho neodvolali. I navzdory tomu, že někteří z nich se později obrátili proti Smithovi.
Kniha Mormonova je kronikou Izraelitů, kteří opustili Blízký východ a odcestovali do Ameriky. Kniha začíná asi 600 let př. n. l. odchodem rodiny proroka Lehiho z Jeruzaléma na Boží naléhání a jejich plavbou asi 589 let př. n. l. do Ameriky. Zaznamenává, že obyvatelé Ameriky věřili v Krista stovky let před jeho narozením, že byli svědky jeho osobního navštívení po jeho vzkříšení a že nakonec po generacích válek a odpadlictví křesťanství ztratili. Kniha Mormonova a pokračující zjevení byly prostředkem pro stanovení správného učení obnovené Církve a katalyzátorem pro údajné znovuzřízení kněžské pravomoci andělskými bytostmi. Smith, Oliver Cowdery a další první stoupenci začali v roce 1829 křtít nové konvertity a 6. dubna 1830 se formálně zorganizovali jako Církev Kristova. Smith je věřícími vnímán jako novodobý prorok.
Historická přesnost a pravdivost Knihy Mormonovy byla v době jejího vydání a dodnes je předmětem vášnivých sporů. Vedle sporů o Knihu Mormonovu čelila raná Církev Kristova pronásledování ze strany obyvatel několika míst, kde se snažila shromáždit a „zřídit Boží království na zemi“. Aby se vyhnuli konfrontaci v Palmyře ve státě New York, přestěhovali se její členové do Kirtlandu ve státě Ohio a doufali, že založí trvalý Nový Jeruzalém neboli město Sion v okrese Jackson ve státě Missouri, avšak v roce 1833 byli z okresu Jackson vyhnáni a uprchli do jiných částí státu Missouri. Násilnosti mezi obyvateli Missouri a členy církve v roce 1838 vyústily v to, že guvernér státu Missouri vydal proti mormonům, jak byli nazýváni, „vyhlazovací příkaz“, který církev opět donutil k přesídlení. Vysídlení Svatí posledních dnů, jak už se v té době nazývali, uprchli do státu Illinois, do městečka Commerce. Pod Smithovým vedením církev město koupila, přejmenovala ho na Nauvoo a několik let žila v relativním klidu a prosperitě. Napětí mezi mormony a jejich sousedy se však opět vystupňovalo a v roce 1844 byl Smith zavražděn milicionáři ze sousedního města, což způsobilo nástupnickou krizi.

V létě roku 1844 se o nástupnictví v čele Církve ucházelo několik mužů, především tehdejší prezident Kvora Dvanácti Apoštolů Brigham Young a jediný zbývající člen Prvního Předsednictva Sidney Rigdon (Josephův bratr a nejbližší spolupracovník Hyrum byl zabit spolu s ním). Dále také William Marks či James Strang. Na všeobecném shromáždění 8. srpna promluvili Young a Rigdon, přičemž přítomní členové Církve se v naprosté většině vyslovili pro Younga a Kvorum Dvanácti jako orgán Církve, který by měl v té chvíli rozhodovat. Zásadní podíl na tomto rozhodnutí je připisován tomu, že řada z přihlížejících popsala, že při Youngově proslovu na moment viděli na jeho místě zesnulého Smitha či slyšeli jeho hlas.

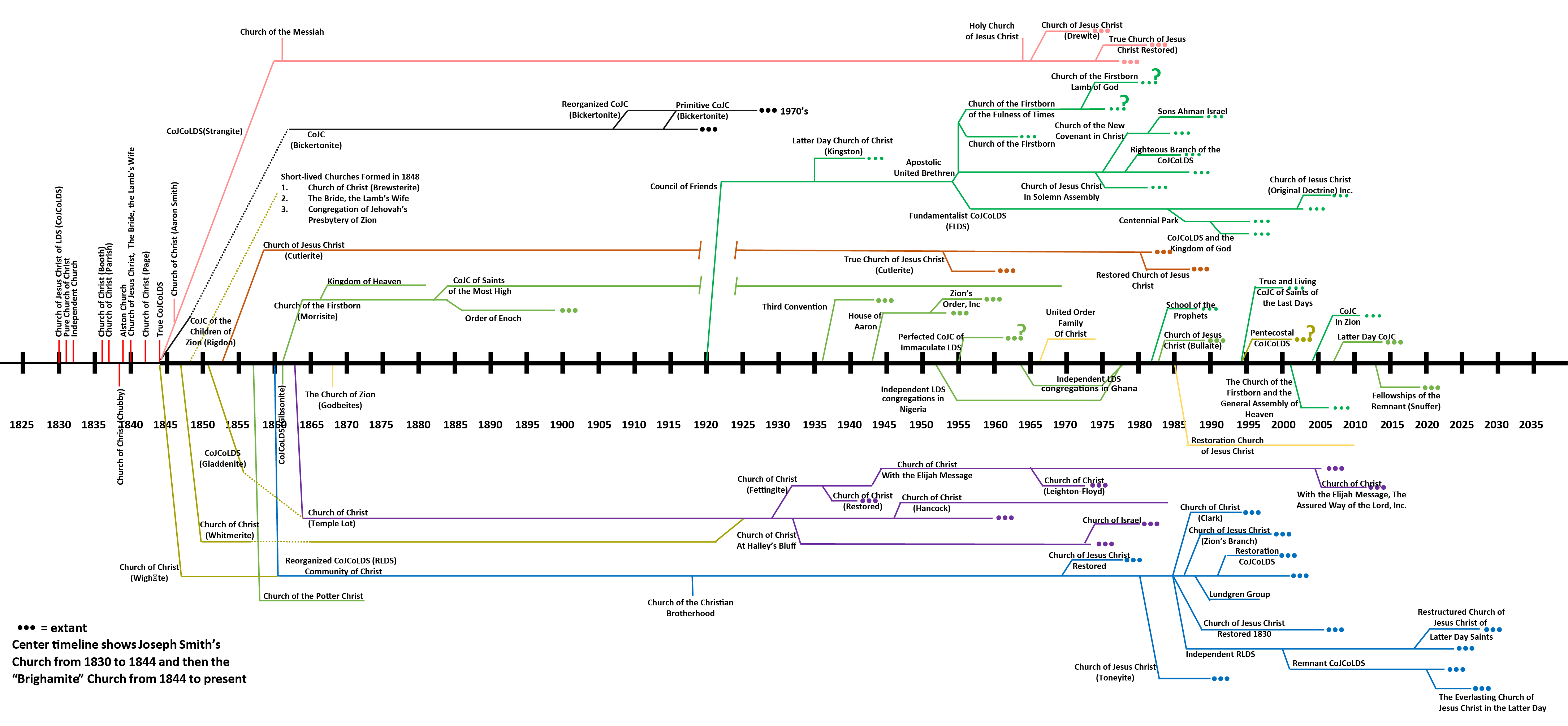
Časová osa zobrazující štěpení mormonských denominací. Hlavní osa uprostřed představuje CJKSPD (brighamitská větev).

Pod Youngovým vedením následně kvůli hrozbě násilí ze strany obyvatel sousedních měst většina z odhadovaných 12 000 obyvatel Nauvoo odešla na neobydlený západ. Tam osídlili oblast dnešních států Utah, Idaho, Kalifornie, Arizony, Oregonu či Nevady. Díky rozsáhlé misijní činnosti se do oblasti obývané členy Církve ve druhé polovině 19. století přistěhovaly desetitisíce konvertitů z Velké Británie, Skandinávie, pevninské Evropy a pacifických ostrovů. Na konci 19. století se vyhrotil spor Církve s vládou Spojených států týkající se polygamie. Pod nátlakem se CJKSPD v roce 1890 vzdala uzavírání nových plurálních sňatků. S praktikováním polygamie členové začali už v Nauvoo, otevřeně poté po odchodu na Západ. Z odporu proti zákazu se zrodil tzv. mormonský fundamentalismus a nové nezávislé denominace, které se polygamie nevzdaly. Největší z nich je dnes FLDS.
Řada denominací vznikla a zanikla mezi Mormony, kteří odmítli Youngovo vedení (a polygamii) a zůstali na Středozápadě USA, především v Illinois, Missouri či Wisconsinu. Z těch je dnes největší Komunita Kristova (dříve RLDS), která v roce 1860 vznikla s přispěním Smithovy vdovy a nejstaršího syna.

## Mormonismus v ČR

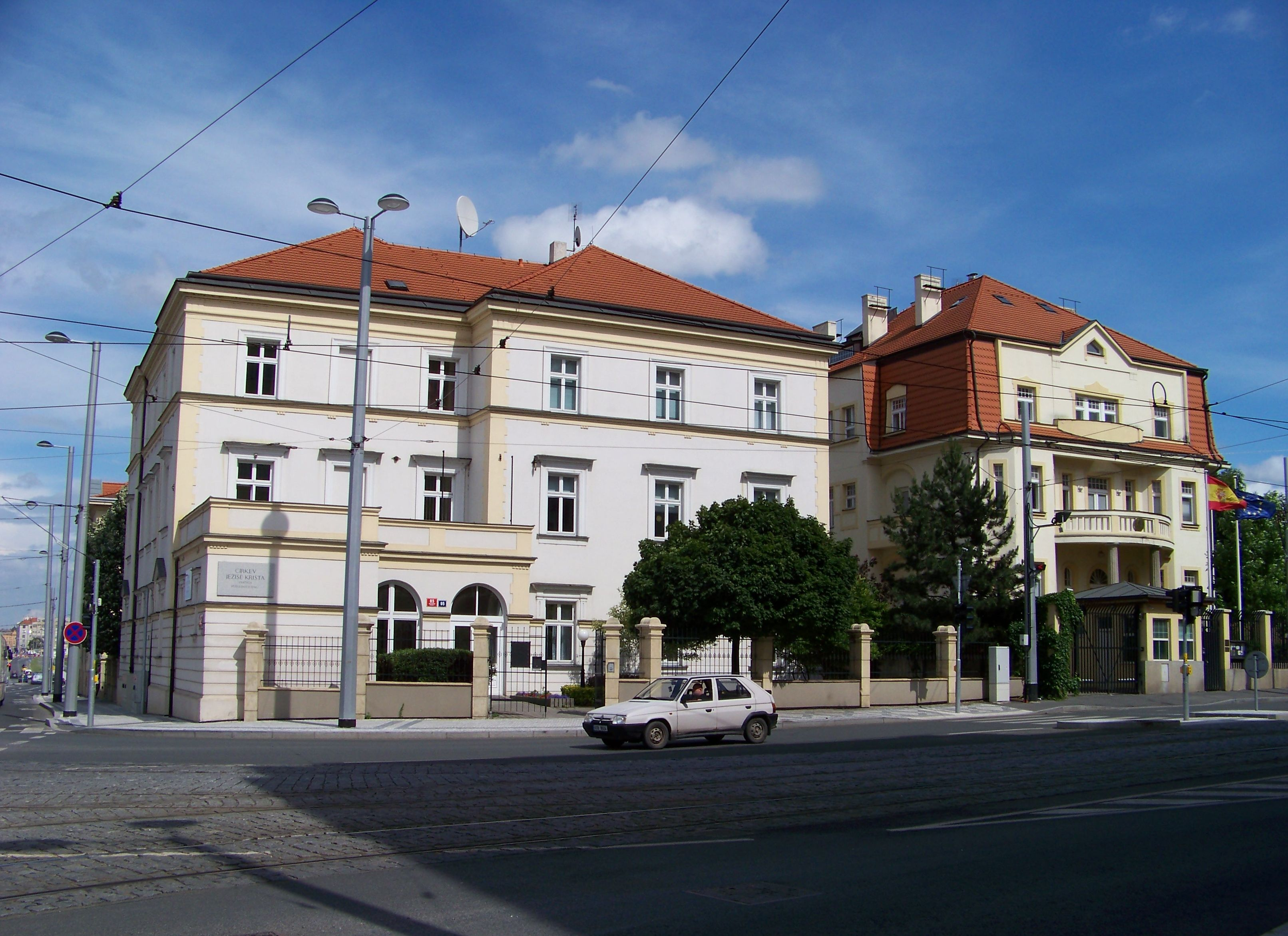
Kaple pražského sboru Církve Ježíše Krista Svatých posledních dnů

Misionáři největší mormonské denominace CJKSPD přišli na české území už ve druhé polovině 19. století a Církev byla v Československu oficiálně založena v roce 1929. Za nacismu i komunismu se musela přesunout do ilegality. Obnovena byla oficiálně v roce 1990 a získala státní uznání. V roce 2021 se v Česku ke členství přihlásilo při sčítání lidu 713 lidí.
Křesťanské společenství spojené s menšinovou Kristovou Komunitou v ČR krátce existovalo v roce 2017. V současnosti Kristova Komunita ani žádná další menšinová mormonská denominace v Česku oficiálně nepůsobí a nemá žádné kongregace.

## Mormonismus ve světě

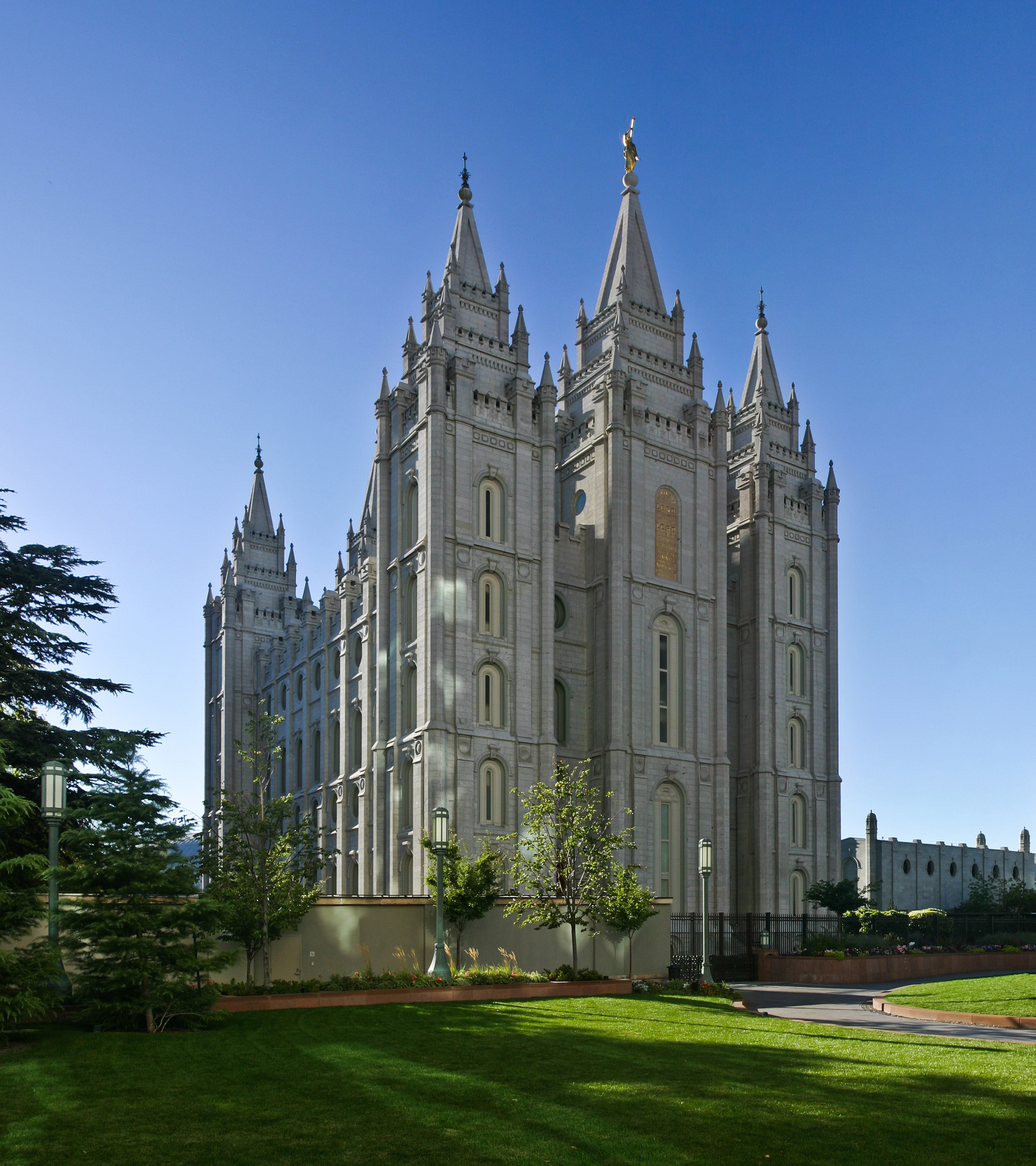
Chrám Církve Ježíše Krista Svatých posledních dnů v Salt Lake City v Utahu

Velká část členů Církve Ježíše Krista Svatých posledních dnů (díky rozsáhlé misijní činnosti už ale méně než polovina) žije dnes v USA. Procentuálně jsou nejčetněji zastoupeni ve státě Utah. Zde byla podle sčítání lidu v roce 2023 členy této církve poprvé méně než polovina populace (oficiálně 42 %).
Většina menšinových mormonských denominací existuje pouze ve Spojených státech. Některé polygamní skupiny se kvůli problémům se zákonem přesunuly do Mexika.

## Kontroverze
Fundamentalistická Církev Ježíše Krista Svatých posledních dnů (FLDS, fundamentalistická LDS): V největší fundamentalistické denominaci FLDS proběhlo několik zatčení a odsouzení za mnohoženství či sňatky s nezletilými děvčaty. Mormon Warren Jeffs se dokonce ocitl na seznamu FBI nejhledanějších osob v USA za znásilnění, polygamii a podvody s penězi. V srpnu 2011 byl odsouzen na doživotí. V roce 2008 proběhla policejní razie na základě telefonátu na linku důvěry kvůli znásilňování a týrání dětí na mormonském statku v Texasu. Soud následně odňal mormonským matkám 468 dětí a svěřil je do péče státu, většina matek poté společenství opustila pod policejní ochranou. Roku 2022 uvedla televize Netflix čtyřdílný dokumentární seriál Modlit se, poslouchat, neodmlouvat o polygamních praktikách uvnitř FLDS.

## Zajímavosti
- O mormonském způsobu života se zmiňuje i Norman Mailer v knize Katova píseň.